# Duseniella patagonica
Duseniella  es un género monotípico de plantas con flores en la familia de las asteráceas. Su única especie: Duseniella patagonica, es originaria de Sudamérica.

## Taxonomía
Duseniella patagonica fue descrita por (O.Hoffm.) K.Schum. y publicado en Just's botanischer Jahresbericht. 28(1): 475. 1902.
Sinonimia
- Dusenia patagonica O.Hoffm.
- Duseniella bicolor Suess.